# Pseudonepanthia
Genre
Pseudonepanthia est un genre d'étoiles de mer de la famille des Asterinidae.

## Liste des espèces
Selon World Register of Marine Species (16 janvier 2015) :
- Pseudonepanthia briareus (Bell, 1894) -- Nouvelle-Calédonie
- Pseudonepanthia gotoi A.H. Clark, 1916
- Pseudonepanthia gracilis (Rowe & Marsh, 1982)
- Pseudonepanthia grangei (McKnight, 2001) -- Pacifique sud (Tasmanie, Nouvelle-Zélande)
- Pseudonepanthia nigrobrunnea (Rowe & Marsh, 1982) -- Grande Barrière de corail
- Pseudonepanthia reinga (McKnight, 2001) -- Nouvelle-Zélande
- Pseudonepanthia troughtoni (Livingstone, 1934) -- Australie

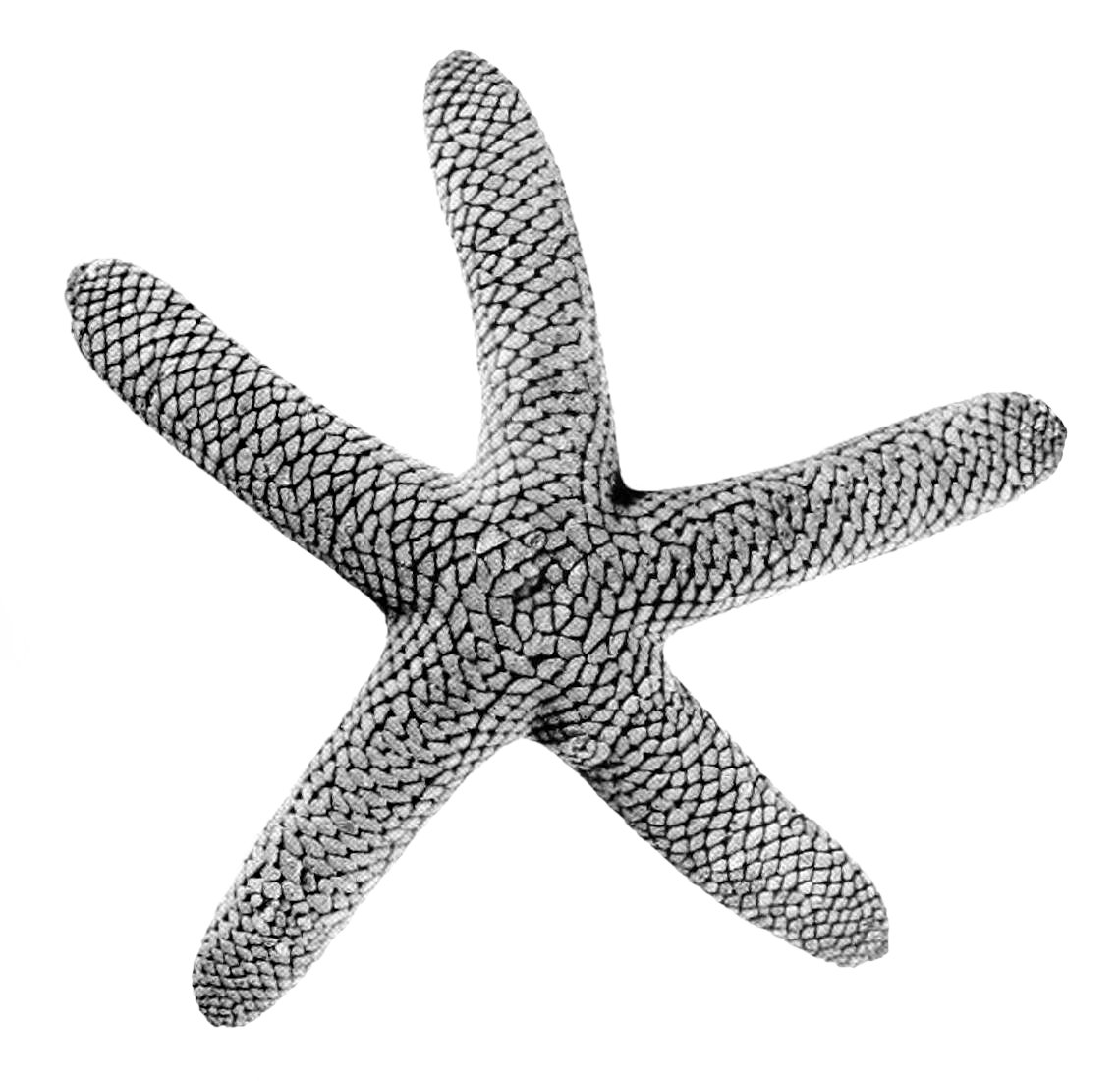
Pseudonepanthia troughtoni

## Référence taxonomique
- (en) WoRMS : Pseudonepanthia A.H. Clark, 1916 (+ liste espèces)
- (en) Catalogue of Life : Pseudonepanthia A.H. Clark, 1916 (consulté le 10 avril 2023)
- (en) NCBI : Pseudonepanthia (taxons inclus)